# Miss Venezuela 1962
El Miss Venezuela 1962 fue la novena (9º) edición del certamen Miss Venezuela, fue celebrado en Caracas, Venezuela el 27 de junio de 1962 en el Teatro París (luego conocido como Teatro La Campiña), contando con la participación de 12 candidatas. La ganadora fue Olga "Olguita" Antonetti Núñez, Miss Anzoátegui.
Esta fue la primera vez que el máximo certamen de belleza venezolano fue transmitido por televisión, a través de las pantallas de RCTV.

## Resultados
| Resultado                                        | Candidata                                   |
| ------------------------------------------------ | ------------------------------------------- |
| Miss Venezuela 1962                              | - Anzoátegui - Olga Antonetti               |
| Primera Finalista (Miss Mundo Venezuela 1962)    | - Miranda - Betsabé Franco Blanco           |
| Segunda Finalista (Miss Universo Venezuela 1962) | - Nueva Esparta — Virginia Bailey           |
| Tercera Finalista                                | - Distrito Federal — Luisa Rondón Tarchetti |
| Cuarta Finalista                                 | - Táchira - Isabel Osorio                   |

## Participantes
| - Miss Anzoátegui - Olga Nieves Antonetti Núñez - Miss Aragua - Betsabé Franco Blanco - Miss Carabobo - Egleé Ramos - Miss Departamento Vargas - Sulbey Naranjo - Miss Distrito Federal - Elba Luisa Rondón Tarchetti - Miss Lara - Nora Belisa Riera Jiménez | - Miss Mérida - Elizabeth Peñaloza - Miss Miranda - Annie Alexandrow López - Miss Monagas - Ida Josefina Chacón Rojas - Miss Nueva Esparta - Virginia Elizabeth Bailey Lazzari - Miss Táchira - Isabel Osorio Urdaneta - Miss Trujillo - Ana Dolores González Miliani |

Retiradas
- Miss Zulia - Irma Huncal Romero